# Bahnhof Engertsham
Der Bahnhof Engertsham ist ein Haltepunkt im niederbayerischen Pfarrdorf Engertsham (Landkreis Passau).

## Geschichte
Die Anlage wurde 1887 an der Bahnstrecke Passau–Neumarkt-Sankt Veit (diese wird auch als Rottalbahn bezeichnet) errichtet und ging mit der Eröffnung des Streckenabschnitts zwischen Pocking und Passau am 6. Oktober 1888 in Betrieb.
Im Zuge des Ausbaus der Bahnstrecke wurden Teile der Bahnhofsanlagen 2009 erneuert.

## Hochbauten und Anlagen
Das Empfangsgebäude ist ein kleiner Bruchsteinbau, der nach oben mit einem Halbwalmdach abschließt. Die stichbogigen Fenster- und Türöffnungen sind in rotem Backstein gefasst. Die Anlage ist unter der Nummer D-2-75-122-27 als Denkmalschutzobjekt in der Liste des Bayerischen Landesamtes für Denkmalpflege eingetragen.

## Verkehr
Der Bahnhof ist heute Bedarfshaltepunkt von Regionalbahnen (RB) der Südostbayernbahn.
| Linie                    | Verlauf                                                                     | Taktfrequenz |
| ------------------------ | --------------------------------------------------------------------------- | ------------ |
| RB 46                    | Mühldorf – Neumarkt-St. Veit – Pfarrkirchen – Pocking – Engertsham – Passau | Stundentakt  |
| Stand: 13. Dezember 2020 |                                                                             |              |

Der Haltepunkt ist nicht barrierefrei.